# Cuando acecha la maldad
Cuando acecha la maldad (bra: O Mal que nos Habita; prt: Quando o Mal Espreita), também conhecido internacionalmente como When Evil Lurks, é um filme de terror sobrenatural de 2023, escrito e dirigido por Demián Rugna. É estrelado por Ezequiel Rodríguez, Demián Salomon, Luis Ziembrowski, Silvia Sabater e Marcelo Michinaux.
Uma coprodução entre Argentina e Estados Unidos, o filme se tornou o terror nacional mais assistido na história da Argentina, participando de diversos festivais de cinema, conquistando vários prêmios e indicações. A produção recebeu críticas favoráveis e estreou em um grande número de cinemas em países como Espanha, México, Brasil, Chile, Colômbia, Peru, Paraguai, Equador e Bolívia.
Cuando acecha la maldad estreou no Festival Internacional de Cinema de Toronto (TIFF) em 13 de setembro de 2023. Foi lançado nos cinemas pela IFC Films em 6 de outubro do mesmo ano e, em seguida, foi disponibilizado na plataforma Shudder em 27 de outubro.

## Premissa
Em uma cidade remota, dois irmãos encontram um homem possuído por um demônio, prestes a liberar o mal que carrega dentro dele. Porém, ao tentarem detê-lo, acabam acelerando o processo, desencadeando algo ainda mais aterrorizante, especialmente quando esse mal ameaça se espalhar para áreas mais povoadas.

## Elenco
- Ezequiel Rodríguez como Pedro Yazurlo[15]
- Demián Salomón como Jaime "Jimi" Yazurlo[16]
- Silvina Sabater como Mirtha
- Luis Ziembrowski como Armando Ruiz
- Marcelo Michinaux como Santino Yazurlo
- Emilio Vodanovich como Jair Yazurlo
- Virginia Garófalo como Sabrina
- Paula Rubinsztein como Sara
- Lucrecia Nirón Talazac como Vicky
- Isabel Quinteros como María Elena Gómez
- Desirée Salgueiro como Jimena Ruiz
- Federico Liss como Leonardo "Leo"
- Ricardo Velázquez como Eduardo
- Jorge Prado como o comissário Iraola
- Diego Sampayo como o policial Guitérrez
- Pedro Larrabide como o menino García
- Cleo Díaz como a menina respirando
- Agostina Aguilera como a menina chorona
- Celina Carbajal como a policial

## Produção
Em 2021, o roteiro de Cuando acecha la maldad ganhou o prêmio de segundo lugar (vice-campeão) no Sitges Pitchbox, um evento internacional promovido pela Filmarket Hub durante a 56ª edição do Festival de Cinema de Sitges.
O filme é uma produção da Shudder em parceria com a La Puerta Roja, uma joint venture formada pelas produtoras argentinas Aramos Cine e Machaco Films. Este é o primeiro longa-metragem em língua espanhola produzido pela Shudder. As filmagens ocorreram em 2022.

### Contexto

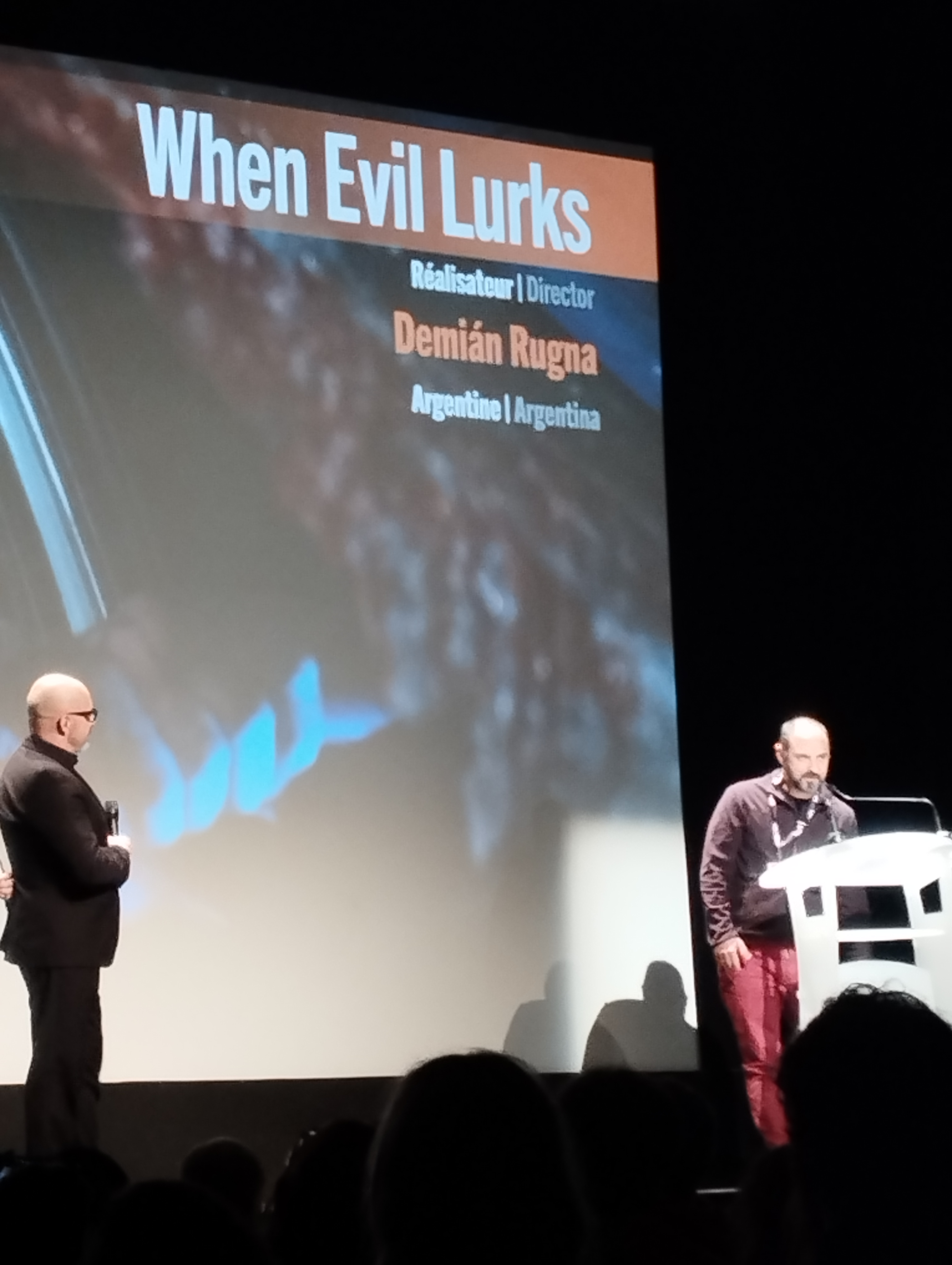
O diretor Demián Rugna falando sobre o filme no Festival Internacional de Cine Fantástico de Gérardmer, em 28 de janeiro de 2024

Rugna traz, em seu longa-metragem, características únicas derivadas do contexto social e político da Argentina. Ele optou por ambientar a história em uma região rural, o que lhe permitiu explorar o terror sob uma perspectiva diferente, envolvendo diversos grupos sociais. A escolha do cenário campestre apresenta um retrato das classes sociais argentinas, desde os indigentes e trabalhadores rurais até os grandes latifundiários.
O personagem Ruiz, interpretado por Luis Ziembrowski, representa os latifundiários que culpam o Estado por todos os problemas, refletindo uma visão comum na Argentina, onde os mais poderosos temem a intervenção estatal em suas propriedades. Essa postura é baseada no medo da expropriação e das retenções impostas pelo governo.
Em uma entrevista em fevereiro de 2024, Rugna também refletiu sobre o futuro do cinema argentino, expressando preocupação com a redução do orçamento para o INCAA, resultado das políticas culturais implementadas pelo governo de Javier Milei. Ele destacou a importância de instituições como o INCAA no processo criativo e no apoio a filmes independentes, como Cuando acecha la maldad e sua obra anterior, Aterrados. Rugna afirmou que o valor dessas instituições não deve ser medido apenas pelo sucesso comercial, mas por sua contribuição para o desenvolvimento cultural e cinematográfico do país. Ele diz:

"Esse filme não existiria se não fosse pelo Instituto de Cinema. E não só ele, mas também o meu anterior, Aterrados. Digo isso porque muitas vezes as pessoas só olham para os resultados e ignoram o processo. Não é que uma instituição precise fazer apenas filmes de sucesso, e, se não forem, então não têm valor. Eu consegui fazer Cuando acecha la maldad graças às produções anteriores que serviram como uma base para mim. É por isso que, no mundo da cultura, estamos em estado de alerta e desespero diante dessa situação."— Demián Rugna, em 9 de fevereiro de 2024

## Lançamento

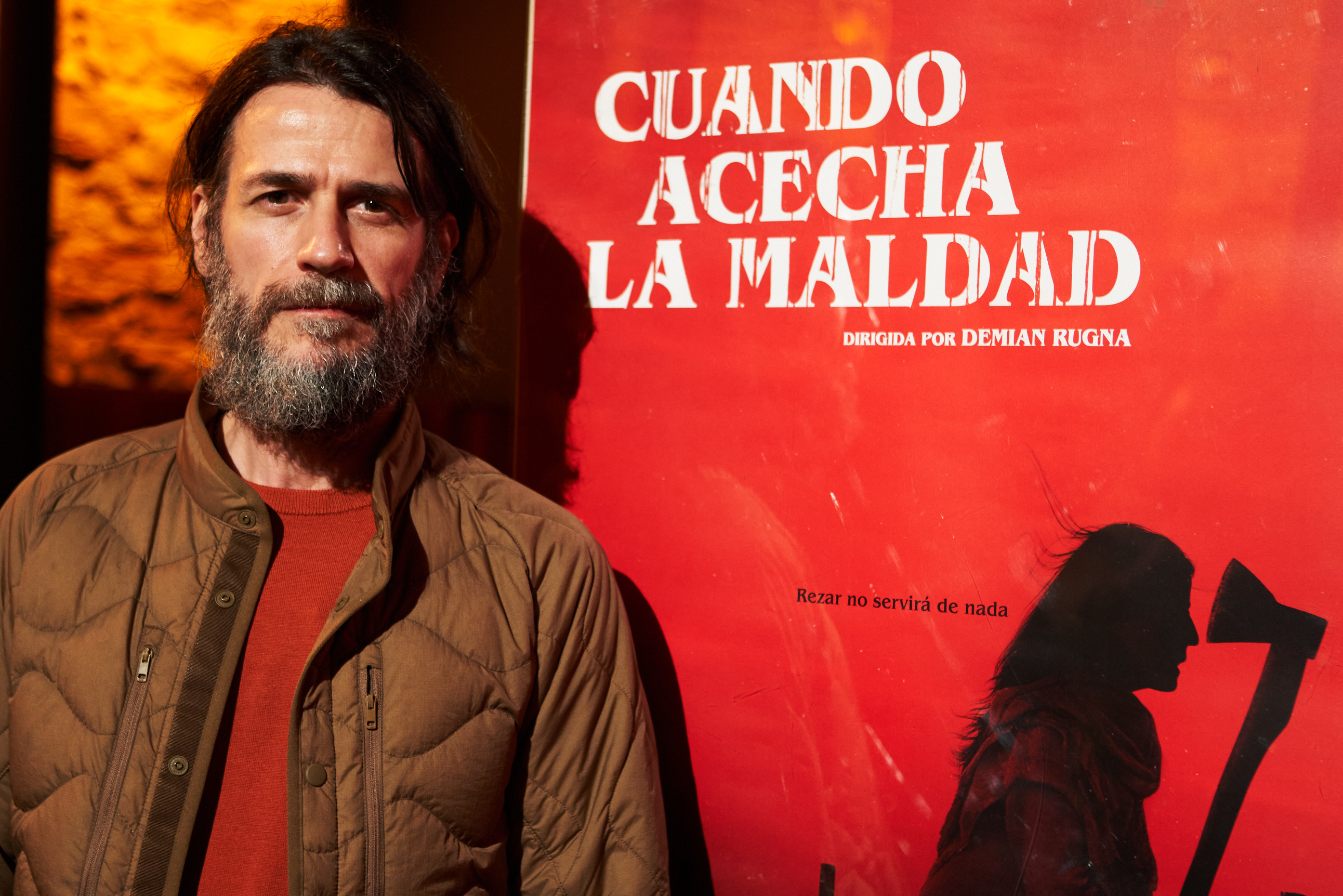
Ezequiel Rodríguez apresentando o filme na Semana de Cine Fantástico y de Terror de San Sebastián, em 2 de novembro de 2023

Durante a pós-produção do filme, foi realizada uma exibição antecipada no Ventana Sur, em Puerto Madero, Buenos Aires, onde ganhou o Prêmio Blood Window Screenings.
A obra teve sua estreia mundial no Festival Internacional de Cinema de Toronto (TIFF) em 13 de setembro de 2023, como parte da seção "Midnight Madness". A empresa Charades, sediada em Paris, foi responsável pelas vendas internacionais do filme durante o festival. Nos Estados Unidos, o longa foi lançado nos cinemas pela IFC Films em 6 de outubro e estreou no serviço de streaming Shudder em 27 de outubro.
Na Argentina, o filme estreou em 9 de novembro de 2023, atraindo 40.000 espectadores no seu primeiro final de semana. Com esses números, Cuando acecha la maldad ocupa o 4º lugar entre os filmes de terror argentinos mais vistos da história, ficando atrás de No dormirás (95.714 espectadores), Sudor frío (80.549 espectadores) e Resurrección (60.979 espectadores). Onze dias depois, alcançou o 1º lugar, com mais de 110.000 ingressos vendidos. Em 2024, o filme continuou em cartaz, atingindo 300.000 espectadores em todas as salas de cinema do país.
No Brasil, o filme foi distribuído pela Paris Filmes e chegou aos cinemas nacionais no dia 1º de fevereiro de 2024.

## Recepção

### Resposta da crítica
No site agregador de críticas Rotten Tomatoes, 97% das 121 avaliações dos críticos são positivas, com uma classificação média de 7,8/10. O consenso do site diz: "Um filme de terror impactante, cujos sustos à primeira vista são tão envolventes quanto suas questões temáticas, Cuando acecha la maldad é uma adição visceralmente desconcertante ao cânone dos filmes de possessão." O Metacritic, que utiliza uma média ponderada, atribuiu ao filme uma pontuação de 75 em 100, com base em 14 críticas, indicando avaliações "geralmente favoráveis". De acordo com o site Collider: "Trata-se de um filme de terror deliciosamente brutal, onde a tensão é o grande destaque, pegando uma história clássica de possessão e levando-a para um território bem mais macabro".
Carina Rodríguez, especialista em cinema de terror e professora da Universidade Nacional de Quilmes, destaca que Cuando acecha la maldad alcançou um sucesso notável, como parte de um renascimento do cinema de terror argentino desde os anos 2000, sendo possível graças ao apoio do INCAA e à criação de festivais como o Buenos Aires Rojo Sangre, que permitiram que os filmes desse gênero ganhassem mais visibilidade e competissem internacionalmente.

## Prêmios e indicações

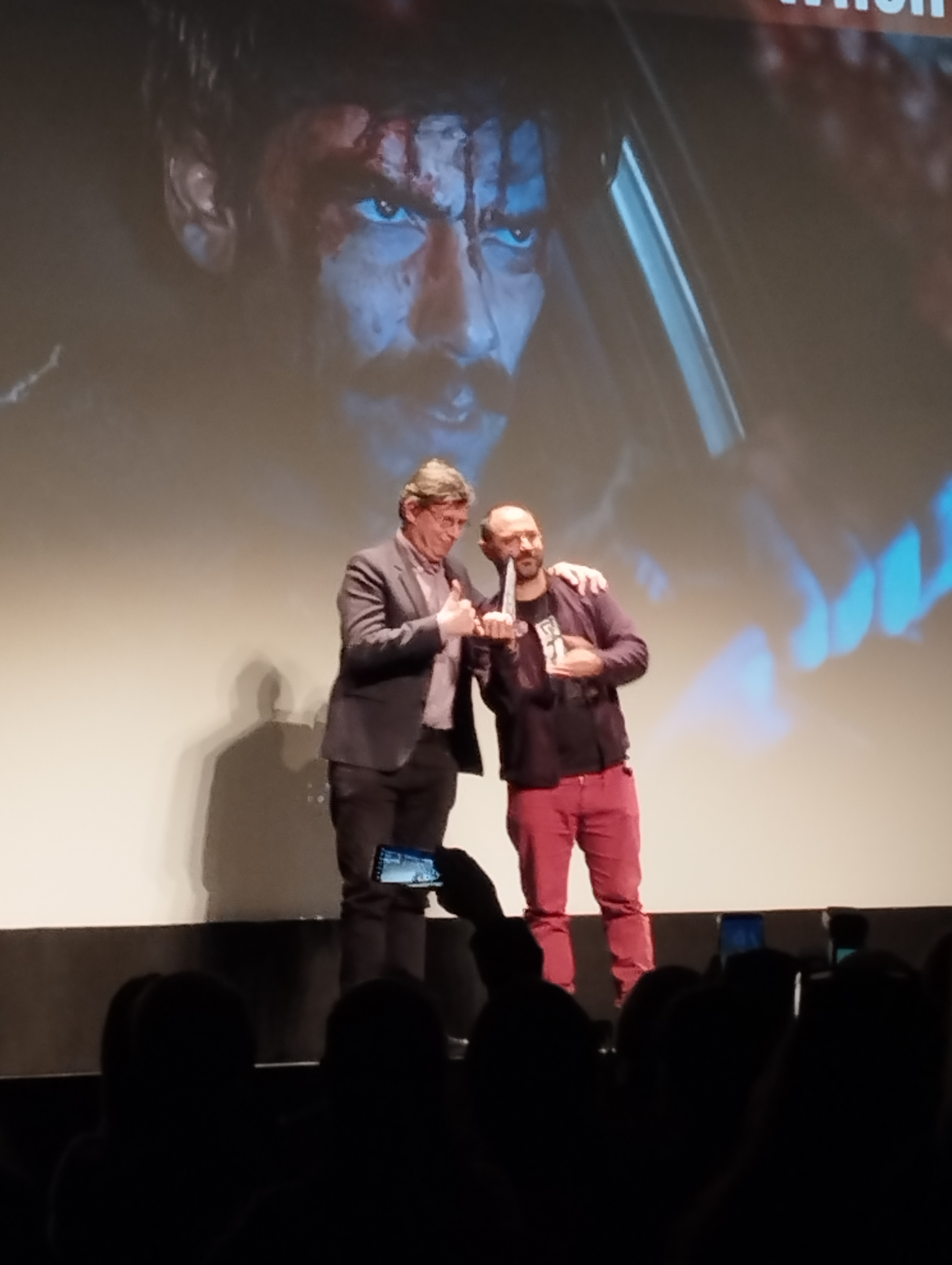
O diretor Demián Rugna recebendo um dos prêmios do filme ao lado do crítico e historiador de cinema Philippe Rouyer no Festival Internacional de Cine Fantástico de Gérardmer, em 28 de janeiro de 2024

#### Lista de prêmios e indicações
| Ano  | Prêmio/Festival                                                          | Data                | Categoria                                   | Nomeado                 | Resultado    | Ref.   |
| ---- | ------------------------------------------------------------------------ | ------------------- | ------------------------------------------- | ----------------------- | ------------ | ------ |
| 2023 | Festival de Toronto                                                      | 7 a 17 de setembro  | Loucura da Meia-Noite                       | Cuando acecha la maldad | Participação | [ 24 ] |
| 2023 | Fantastic Fest                                                           | 21 a 28 de setembro | Melhor Filme                                | Cuando acecha la maldad | Indicado     | [ 34 ] |
| 2023 | Beyond Fest                                                              | 26 a 10 de outubro  | Projetos Especiais                          | Cuando acecha la maldad | Participação | [ 35 ] |
| 2023 | Festival de Sitges (56ª edição)                                          | 5 a 15 de outubro   | Melhor Longa-metragem no SOFC               | Cuando acecha la maldad | Venceu       | [ 36 ] |
| 2023 | Festival de Sitges (56ª edição)                                          | 5 a 15 de outubro   | Blood Window Award de Melhor Longa-metragem | Cuando acecha la maldad | Venceu       | [ 37 ] |
| 2024 | Festival Internacional de Cine Fantástico de Gérardmer - Palmarès Awards | 29 a 2 de fevereiro | Prêmio da Crítica                           | Cuando acecha la maldad | Venceu       | [ 37 ] |
| 2024 | Festival Internacional de Cine Fantástico de Gérardmer - Palmarès Awards | 29 a 2 de fevereiro | Prêmio do Público                           | Cuando acecha la maldad | Venceu       | [ 37 ] |
| 2024 | Critics' Choice Super Awards                                             | 4 de abril          | Melhor Filme de Terror                      | Cuando acecha la maldad | Pendente     | [ 38 ] |
| 2024 | Prêmio Platino                                                           | 20 de abril         | Melhor Som                                  | Pablo Isola             | Pendente     | [ 39 ] |